# George Lodewijk Ruseler
George Lodewijk Ruseler (Soerabaja, 27 juli 1922 - Mauthausen, 6 september 1944) was tijdens de Tweede Wereldoorlog in het verzet. Hij was slachtoffer van het Englandspiel.
Ruseler was agent van het SOE en werd met Arie Johannes de Kruijff bij Ugchelen gedropt in de nacht van 28 op 29 november 1942. Ruseler zou marconist worden van De Kruijff, die inlichtingen moest verzamelen als onderdeel van Plan Holland. Ze werden echter meteen gearresteerd.
Op 6 september 1944 werd Ruseler met 21 andere agenten in Mauthausen ter dood gebracht, De Kruijff was een dag later aan de beurt.